# 漢斯·安徒生
汉斯·克里斯蒂安·安徒生（丹麥語：Hans Christian Andersen，1805年4月2日—1875年8月4日），丹麦作家暨诗人，以其童話作品闻名於世。安徒生的童话中带有人文色彩与哲学思想；其筆下著名的童话故事包括《冰雪女王》《拇指姑娘》《卖火柴的小女孩》《丑小鸭》和《國王的新衣》等。安徒生生前獲得皇家致敬，被高度赞扬为给予全欧洲的一代孩子带来了欢乐。他的作品被翻译为超過125种语言，成千上万册童话书在全球陆续发行出版。他的童话故事还激发了大量电影、舞台剧、芭蕾舞剧及动画的创作。

## 生平
安徒生1805年4月2日出生在丹麦欧登塞，有繼姊卡倫（Karen Marie）。父親老安徒生曾受過小學教育，母亲安娜·玛丽亚（Anne Marie Andersdatter），比老安徒生年長幾歲，是一位洗衣妇。一家人住在一间窄小的房子裡。父亲虽受到教育不多，但却酷爱文学，经常念故事給安徒生聽，认识丹麦文。还有母亲的鼓励：家中的各种装饰成了他幼年时期的小天地，他在家中搭起玩具剧场，给他的木偶做衣服，并用读过的作品给木偶定人物角色，讓作品人物以木偶戏形式呈現。安徒生在父母自由的教育环境長大。
1816年安徒生的父亲逝世，1818年他的母亲改嫁后，他与祖父母相依为命。在这期间他当过裁縫與紡織的学徒，还在一家香烟工场工作過。
1819年的复活节，安徒生在位於丹麦菲英岛北部港市奧登斯的圣克努特大教堂思考他的未来。因为希望成为一名歌剧演唱家，安徒生在同年9月来到哥本哈根。由于声音好，他被丹麦皇家剧院雇用；但不久后嗓子因為轉大人變聲而失业。据指出，起初他在剧院里被当作一个疯子，所以受到冷落，甚至差点饿死。
不过安徒生得到了音乐家克里斯托夫·魏泽（Christoph Weyse）和西博尼（Siboni）的帮助，后来还得到诗人弗雷德里克·赫格·古尔贝尔（Frederik Hoegh Guldberg，1771—1852）相助。虽然歌唱家的梦想破灭，他还是被荷兰皇家剧院接纳为舞蹈学徒，同时他开始写作。但安徒生後來变得懒散，因此逐渐失去古尔贝尔对他的厚爱。不过这时安徒生开始得到了皇家剧院的主管乔纳斯·柯林的帮助，两人後來成为了终身的朋友。
在乔纳斯·柯林的介绍和说服下，国王弗雷德里克六世对这个奇怪的男孩产生了兴趣，决定把安徒生送到斯勞厄爾瑟的文法学校深造，并支付所有费用。在启程之前，安徒生發表了他的第一篇短篇小说：《帕纳托克坟墓的鬼》（1822年）。这个并不情愿的后进生，先是留在了斯莱格思，后来又去了位于赫爾辛格的另一所学校，一直上到1827年。他在学校中仍然表现得怪異且不合群，老师常责骂他。安徒生后来将这些年描述为他生命中最黑暗和痛苦的时期。最后，柯林终于让他毕业了。畢業之后，安徒生去了哥本哈根本繼續他的創作之旅 。
並於1827年發表第一首詩《垂死的小豬》，1829年進入哥本哈根大學學習。這位童話大師一生堅持不懈地進行創作，把他的天才和生命獻給「未來的一代」，直到去世的前三年，共創作了168篇童話和故事，其作品已經被譯成了八十多種語言，風行全球，至今仍廣受人們喜愛。

## 创作经历

### 早期
2012年10月，安徒生的童话处女作《牛油蜡烛》（Tællelyset）在丹麦菲英島国家档案馆被发现。作品写於19世纪20年代，讲述的是一支不受赏识的蜡烛。当时安徒生还在文法学校学习。
1829年安徒生發表游记《1828年和1829年从霍尔门运河至阿迈厄岛东角步行记》，并取得相当的成功。随后马上又发表了一齣闹剧和一册诗集。这三部作品之后，他又沉寂了下来。不过1833年，他从丹麦国王那里获得了一小筆生活费，以此开始了第一次欧洲漫游。在毗邻力洛克的瑞士汝拉，安徒生创作了《埃格内特和美人鱼》。1834年10月，他到达意大利罗马，而这次意大利的旅行后来也反映在了他的自传体小说《即兴诗人》中。

### 游记
安徒生是一位伟大的旅行者，他最远的一次旅程是在1840年至1841年，穿越了德国（旅途中他第一次乘坐了火车）、意大利、马耳他和希腊，到达了君士坦丁堡。途径黑海和多瑙河返回。而他的重要著作《一个诗人的市场》（1842）就是根据这段旅行经历创作的。1851年，旅行手记《瑞典风光》发表，受到了广泛的赞誉。1863年，在经历了一次有趣的旅行之后，他发表了另外一部旅行手记《西班牙纪行》。1866年《访问葡萄牙》发表，描述了其造访葡萄牙友人Jorge和Jose O'Neil
19世纪40年代，安徒生的注意力曾回到了戏剧上，虽然时间很短，但却唤醒了他的才华，写出了著名杂记《没有画的画册》（1840）。后来安徒生继续出版了很多作品，他仍希望能成为一个优秀的小说家和剧作家。1857年他创作了另外一部小说《生存还是毁灭》。
尽管1845年时在丹麦安徒生的社会地位还受到一些人的质疑，但这时他在欧洲已经非常受欢迎。1847年6月，安徒生首次访问英国，并在社交界取得了成功；当他离开的时候，查尔斯·狄更斯亲自将他送至拉姆斯蓋特码头。之后不久，狄更斯出版了《大卫·科波菲尔》。有说法认为里面的角色Uriah Heep是以安徒生为原形创作的。

### 童话
安徒生最初的童话创作尝试始於他对儿时听过的故事的改写。通过创作一系列大胆而新颖的童话，安徒生将这类作品提升到了新的高度。不过这些童话一开始并没有得到广泛的认可。
1835年，享誉世界的《讲给孩子们听的故事》的第一册在哥本哈根出版，之后的1836年和1837年又有更多的故事发表了出来，最终组成第一卷，共9篇故事。这些故事的价值并没有被人们立刻意识到，销量亦非常糟糕。另一方面，安徒生的小说《奥·特》（1836）和《不过是个提琴手》（1837）反倒显得成功，后者还收到了索倫·奧貝·克爾凱郭爾的评价，并被认为是安徒生最优秀的长篇小说。
1838年，《讲给孩子们听的故事》的第二部分问世。收录童话《雏菊》、《美人魚》、《坚定的锡兵》和《野天鹅》。安徒生的童話故事仍在陆续发表，直到1875年的安徒生逝世。
在西方国家，《丑小鸭》、《國王的新衣》和《豌豆公主》等故事早已家喻户晓，然而只有少数的人可以说出它们的作者。他们跟夏尔·佩罗的故事一样成为人类共同的遗产，和格林兄弟的作品一样，已经成为了真正的民间故事。

## 个人生活

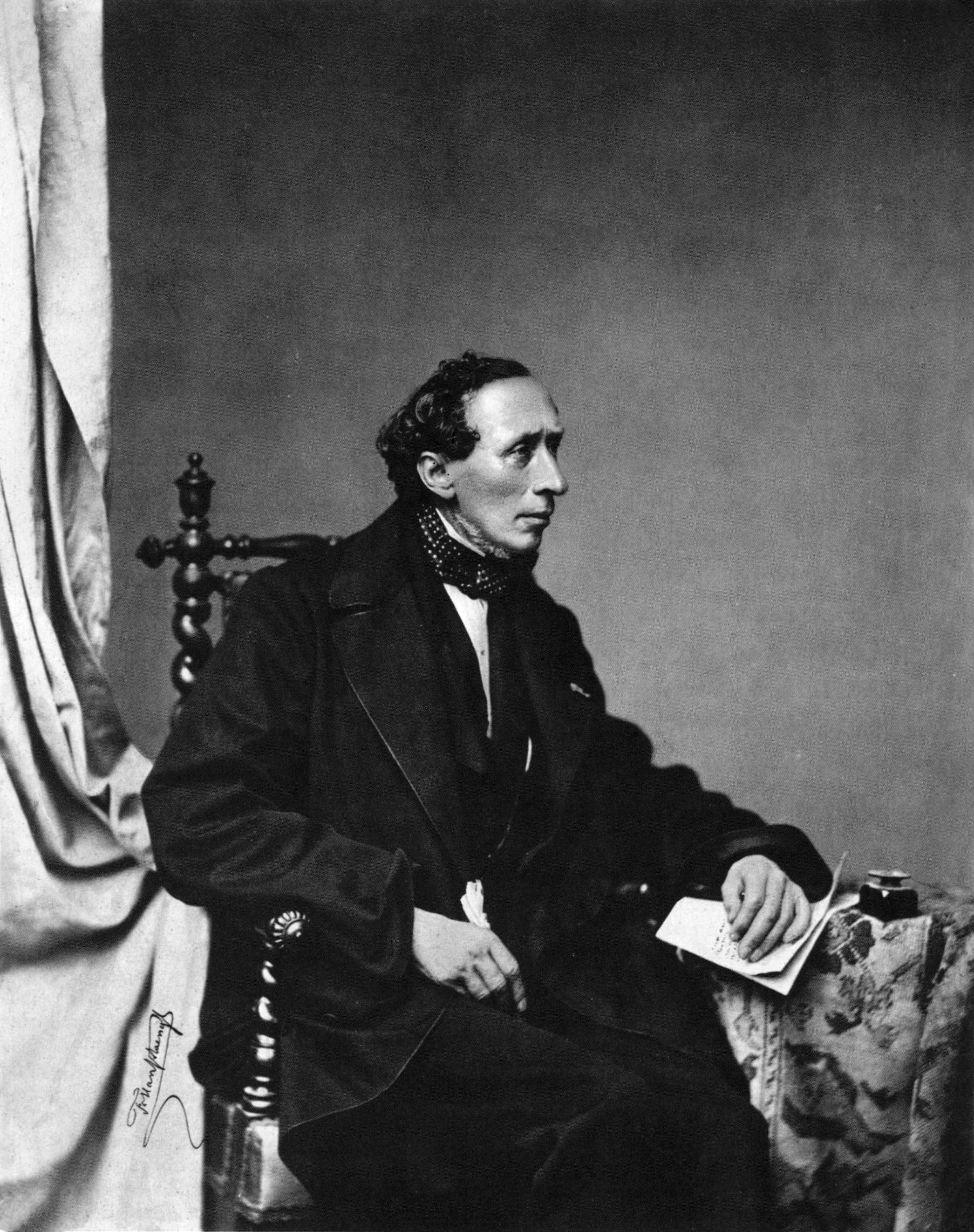
安徒生肖像（1860年7月，Franz Hanfstaengl摄）

安徒生的早年的私人日记中记载，他拒绝与人性交。他会在与女性交谈之後，回到住所手淫。

安徒生常会陷入無法實現的愛情中，而他寫的不少故事都可被解读为自身渴望爱情的映射。一次他在日记中写道：
|  | 萬能的上帝，我只有你了；你操纵著我的命運，我只能將自己交給你！給我一段生活吧！給我一位新娘！我的血液需要愛，就如同我的心那樣！ |

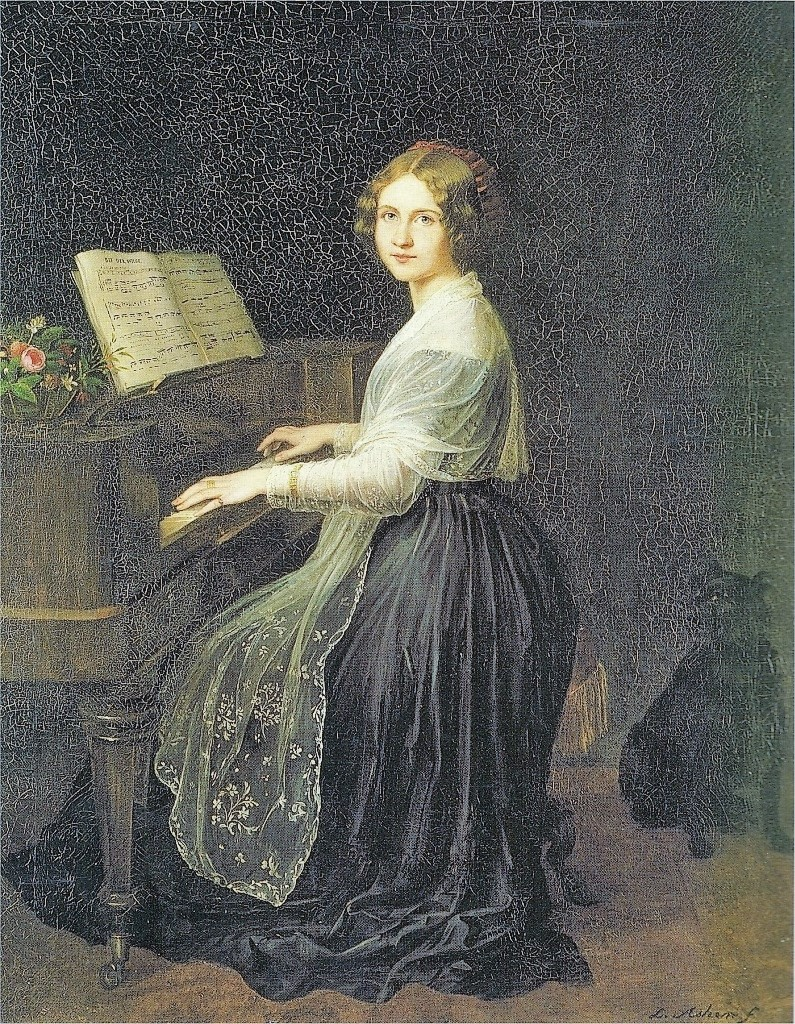
珍妮·林德

年轻时，安徒生单恋上了一个叫莉葆·沃依特（Riborg Voigt）的女性。安徒生死后，衣櫃中藏有来自莉葆的一封长信。他已然一直爱了她數十年，而且此間他也曾爱上过别人。其他戀情與包括物理学家汉斯·奥斯特的女儿索菲·奧斯特、他资助人喬納斯·科林（Jonas Collin）最年幼的女儿路易斯·科林（Louise Collin）以及著名歌剧女高音珍妮·林德。安徒生最有名的童話故事之一《夜鶯》就是爲了表達自己對珍妮·林德的感情，而此故事启发了她昵稱“瑞典夜鶯”的诞生。安徒生過度害羞而不善於與女性交際，故而遲遲未能向她求婚，某一次林德登上火車去往一家歌劇院時，他終於鼓起勇氣將一封求婚書遞給了她。然而林德對於安徒生的感情卻不是這樣，她更多地只是將他視為一個兄弟，並在1844年寫信給他道：
|  | 別了……上帝保佑我的兄弟，這是他摯愛的姐妹的誠摯祝福。 |

安徒生不仅单恋女人，也喜愛男人。比如，安徒生向爱德华·科林（Edvard Collin）写道：“我迷恋你犹如迷恋卡拉布里亚姑娘……我对你的感觉就像对女人。我本性的女性化与我们的友情必须保密。”而科林是个异性恋，在自己的日记中写道：“我发现自己不能回应他的爱，这导致笔者难受。”相似的，他对丹麦舞者Harald Scharff和萨克森-魏玛-艾森纳赫的小世袭公爵卡尔·亚历山大的热恋也没能成功。
近年来，一些文学研究在安徒生的作品中发现了同性恋暗示。

## 逝世

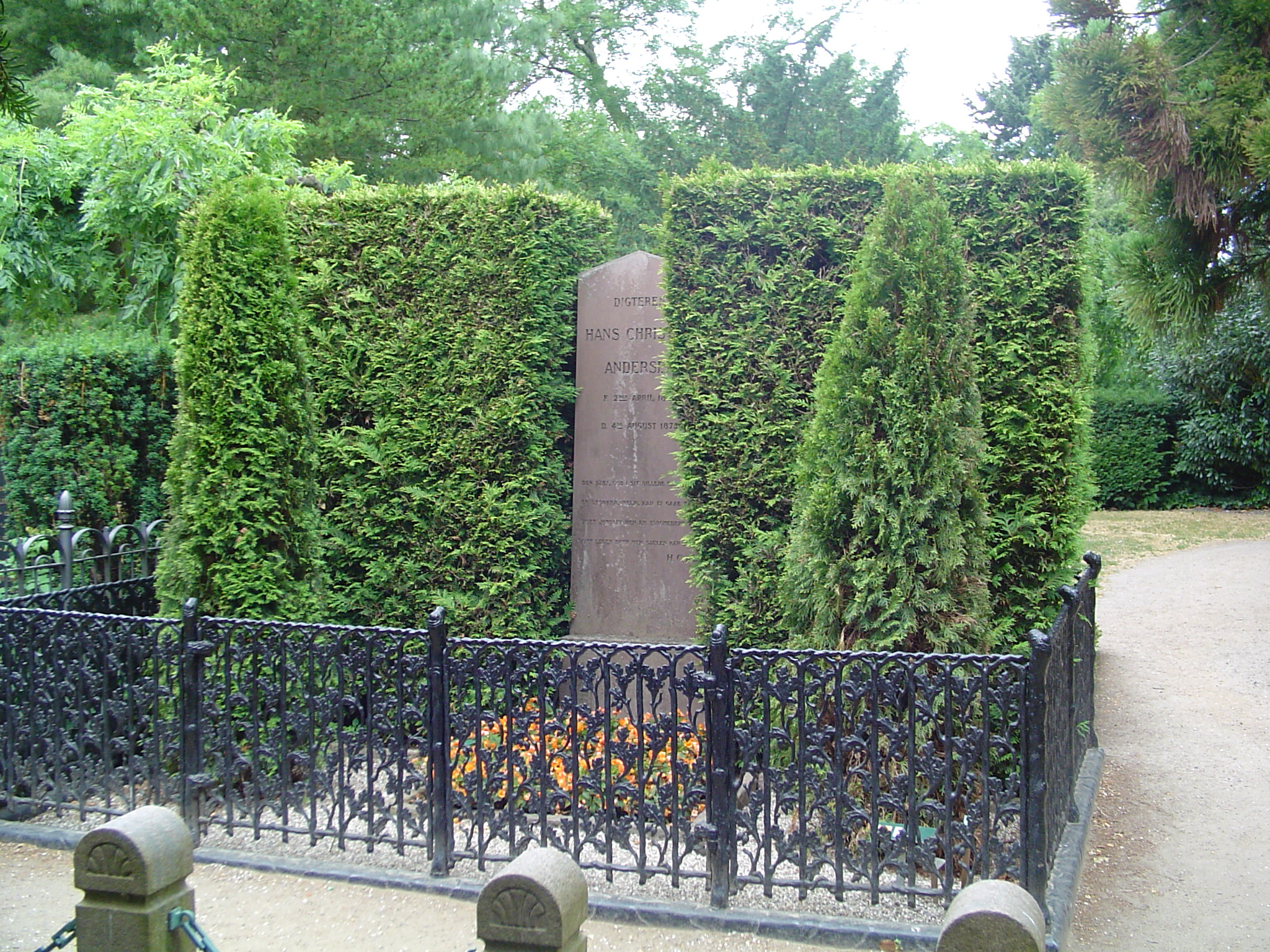
丹麦哥本哈根阿西斯滕斯公墓内的安徒生墓碑

1872年春，安徒生从床上摔下并受重伤，后来一直未能完全康复。1875年8月4日，安徒生在靠近哥本哈根一所名为Rolighed（意为“平静”）的房子中逝世。其遗体下葬於哥本哈根阿西斯滕斯公墓。
安徒生逝世时已经享誉世界。他被誉为丹麦的“国宝”，享有丹麦政府的定期津贴。在他逝世前，人们就已经开始准备为他树立起大型的雕像。这座雕像现在竖立在哥本哈根罗森堡宫花园（Kongens Have）的显著位置。

## 主要作品

### 戏剧
- 《阿尔芙索尔》（Alfsol，1822年）
- 《维森贝的匪徒》（Røverne i Vissenbjerg i Fyen，1822年）
- 《圣尼古拉教堂钟楼的爱情》（Kjærlighed paa Nicolai Taarn eller Hvad siger Parterret，1829年）
- 《拉默穆尔的新娘》（Bruden fra Lammermoor，1832年）
- 《乌鸦》（Ravnen eller Broderprøven，1832年）
- 《埃格内特和美人鱼》（Agnete og Havmanden，1834年）
- 《离别与相逢》（Skilles og mødes，1835年）
- 《司普洛峨的神》（Den Usynlige paa Sprogø，1839年）
- 《黑白混血儿》（Mulatten，1840年）
- 《摩尔人的女儿》（Maurerpigen，1840年）
- 《国王的梦想》（Kongen drømmer，1844年）
- 《幸福之花》（Lykkens Blomst，1845年）
- 《小基尔斯滕》（Liden Kirsten，1846年）
- 《科莫湖边的婚礼》（Brylluppet ved Como-Søen，1848年）
- 《比珠宝还珍贵》（Meer end Perler og Guld，1850年）
- 《梦神》（Ole Lukoie，1850年）
- 《新房产》（Den nye Barselstue，1850年）
- 《海尔德摩尔》（Hyldemoer，1851年）
- 《出身并非名门》（Han er ikke født ，1864年）
- 《西班牙客人》（Da Spanierne var her，1865年）

### 童话
- 《牛油蜡烛》
- 《國王的新衣》
- 《丑小鸭》
- 《猪倌》
- 《豌豆公主》
- 《幸运的套鞋》
- 《冰雪女王》
- 《跳高者》
- 《接骨木树妈妈》
- 《钟声》
- 《老房子》
- 《幸福的家庭》
- 《母亲的故事》
- 《衬衫领子》
- 《影子》
- 《卖火柴的小女孩》
- 《小杜克》
- 《顽皮的孩子》
- 《红鞋》
- 《拇指姑娘》
- 《天堂飘来的叶子》
- 《屎壳郎》
- 《夜莺》
- 《堅定的錫兵》
- 《沼澤王的女兒》
- 《海的女儿》
- 《飛箱》
- 《夢神》
- 《玫瑰花精》

### 童话集
- 《没有画的画册》（Billedbog uden Billeder）
- 《讲给孩子们听的故事》（Eventyr, fortalte for Børn，1835年至1841年间分6册发行）
- 《新童话集》（Nye Eventyr，1843年至1872年间分16册发行）
- 《故事集》（Historier，1852年和1853年分2册发行）
- 《新的童话和故事》（Nye Eventyr og Historier，1858年至1872年间分10册发行）
- 《童话和故事》（Eventyr og Historier，1862年至1874年间分5卷发行）

### 小说
- 《即兴诗人》（Improvisatoren，1835年）
- 《奥·特》（O. T.，1836年）
- 《不过是个提琴手》（Kun en Spillemand，1837年）
- 《两位男爵夫人》（De to Baronesser，1848年）
- 《生存还是毁灭》（At være eller ikke være，1857年）
- 《幸运的贝儿》（Lykke-Peer，1870年）

### 游记
- 《1828年和1829年从霍尔门运河至阿迈厄岛东角步行记》（Fodreise fra Holmens Canal til Østpynten af Amager i Aarene 1828 og 1829，1829年）
- 《1831年夏游览哈茨山、萨克森瑞士等地的剪影》（Skyggebilleder af en Reise til Harzen, det sachsiske Schweitz etc. etc., i Sommeren 1831，1831年）
- 《一个诗人的市场》（En Digters Bazar，1842年）
- 《瑞典风光》（I Sverrig，1851年）
- 《西班牙纪行》（I Spanien，1863年）
- 《访问葡萄牙》（Et Besøg i Portugal，1866年）

### 诗集
- 《诗集》（Digte，1830年）
- 《幻想与随笔》（Phantasier og Skizzer，1831年）
- 《一年的十二个月》（Aarets tolv Maaneder, Tegnede med Blæk og Pen，1832年）

### 自传
- 《我一生真实的故事》（Das Märchen meines Lebens ohne Dichtung，1847年1月和2月，德文）
- 《我的童话人生》（Mit Livs Eventyr, C.A. Reitzels forlag, København，1855年7月19日）
- 《我的一生》（The Story of My Life，1871年，英文）